# Аш, Казимир Иванович
Казимир Иванович Аш (нем. Johann Casimir von Asch; 1766 — 23 декабря 1820, Смоленск, Смоленская губерния, Российская империя) — архангельский и смоленский губернатор, барон, действительный статский советник.

## Биография
Родился в 1766 году в семье русского дипломата Ивана Фёдоровича Аша. 8 февраля 1777 года принят с польской королевской службы в российскую службу поручиком. 23 декабря 1783 года произведён в капитаны, 3 августа 1790 года — в секунд-майоры. Участвовал в русско-шведской войне 1789—1790 годов. С 26 февраля 1796 года премьер-майор, определён в Первый кадетский корпус воспитателем «второго возраста».
19 февраля 1797 года перешёл на гражданскую службу с чином коллежского асессора. 11 января 1798 года произведён в надворные советники, 17 марта 1798 года — в коллежские советники, 9 апреля 1803 года — в статские советники. С февраля 1804 года выборгский вице-губернатор, с 19 мая 1805 года архангельский гражданский губернатор. 16 февраля 1807 года пожалован в действительные статские советники и назначен смоленским гражданским губернатором.
По утверждению А. П. Ермолова, во время кампании 1812 года «невозможно было найти человека более бесполезного для армии». По его словам, Казимир Аш допустил «беспечность» при снабжении армии продовольствием. 4 августа 1812 года, накануне Смоленского сражения, Аш покинул город со всеми подведомственными чинами. В пожаре сгорел весь городской архив, однако, заслугой барона Аша стало спасение городской казны Смоленска на сумму три миллиона золотых рублей и ещё на миллион ценными бумагами, которые ему удалось вывезти в Кострому.
После изгнания неприятеля Казимир Аш подчинён сенатору П. Н. Каверину, на которого были возложены обязанности по управлению Смоленской губернией. В дальнейшем занимался налаживанием хозяйства и гражданской службы в губернии. В 1814 году при содействии барона Аша в Смоленске была построена деревянная лютеранская кирха для местной общины. Владел имениями в деревне Шатовка Арзамасского уезда Нижегородской губернии и в сельце Цыплино Можайского уезда Московской губернии.Похоронен в Смоленске на Лютеранском кладбище.

## Семья
Был женат на Екатерине Лаврентьевне Нейдгардт (1774—?), сестре действительного тайного советника И. Л. Нейдгардта. Их дети:
- Константин Казимирович (? — после 1852) — помещик Нижегородской губернии[6].
- Иван Казимирович (?—1832) — штабс-капитан[7].
- Мария Казимировна (1796—1873) — жена Романа Фёдоровича Гернгросса, бабушка генерала А. А. Гернгросса[8].
- N Казимировна — жена литератора Андрея Андреевича Ивановского[9].

В 1812 году взял под опеку Марию Павловну Саксонову (1812—1888), дочь итальянского офицера Козимо дель Фантэ и саксонки, мать муромского краеведа Н. Г. Добрынкина. Её отец погиб в сражении под Красным, а мать умерла при родах. В 1813 году воспитательницей Марии стала Екатерина Андреевна Глинка, сестра генерала В. А. Глинки. В 1821 году была крещена смоленским вице-губернатором Павлом Львовичем Темировым.